# Collegium Śniadeckiego Uniwersytetu Jagiellońskiego

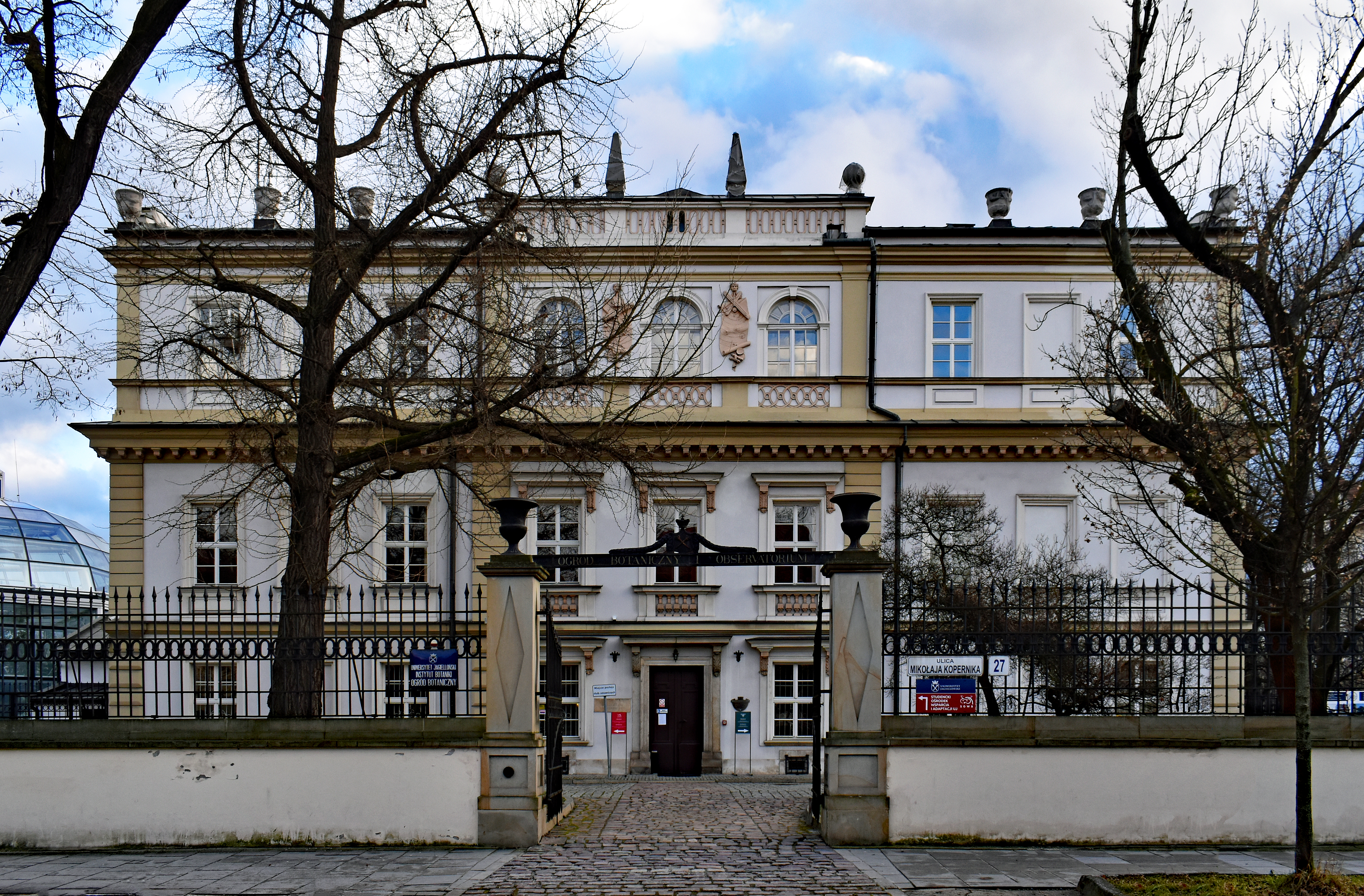
Collegium Śniadeckiego widziane z ul. Kopernika

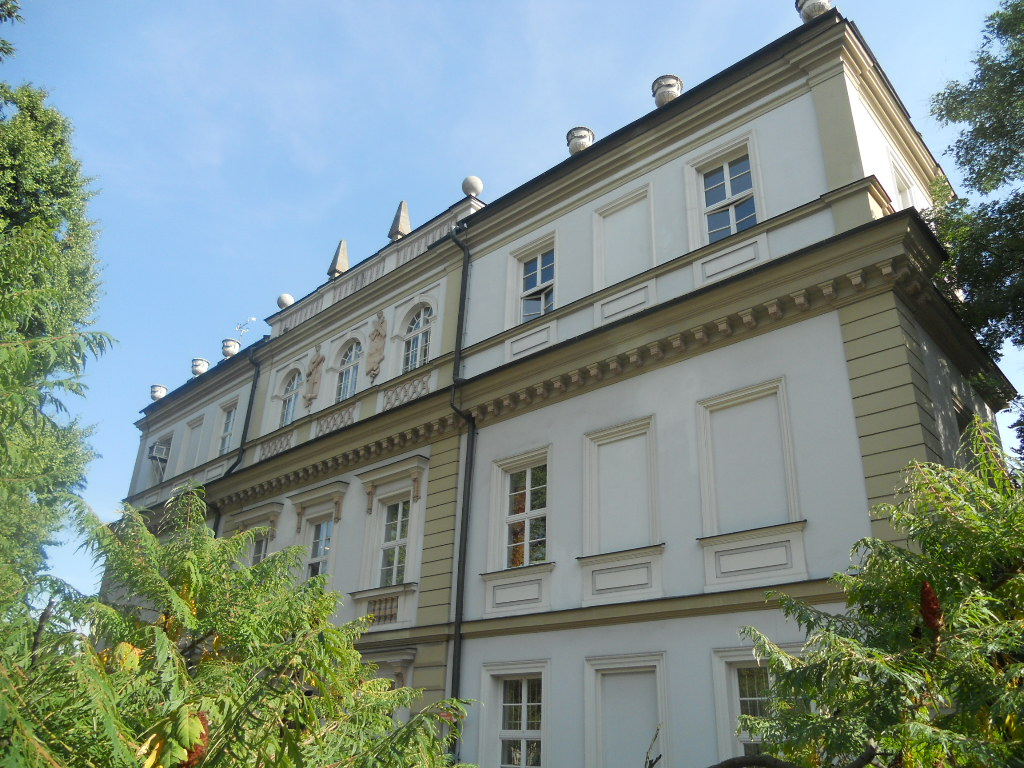
Widok od strony ulicy

Collegium Śniadeckiego – zabytkowy budynek Uniwersytetu Jagiellońskiego znajdujący się w Krakowie, w dzielnicy II Grzegórzki przy ulicy Kopernika 27, na Wesołej.
Kolegium wzięło swą nazwę od nazwiska matematyka i astronoma, Jana Śniadeckiego, który działał na UJ w okresie wielkiej reformy Kołłątaja. Budynek ma długą historię. Już w XVI w. istniał w tym miejscu renesansowy, kwaterowy ogród, na terenie którego około 1600 r. wybudowano pałac. W późniejszym okresie przeszedł na własność książąt Czartoryskich, którzy stworzyli tu swą podmiejską rezydencję (villa suburbana). W 1752 r. odsprzedali ją jezuitom, którzy dokonali przebudowy na potrzeby swego kolegium. 
Po kasacie zakonu pałac wraz z ogrodem przeszedł na własność Akademii Krakowskiej. Przebudowano pałac w latach 1788-1792 według projektu Stanisława Zawadzkiego. Zorganizowano tutaj z inspiracji Śniadeckiego obserwatorium astronomiczne, a wokół obiektu stworzono w 1783 r. ogród botaniczny, gdzie działał ówczesny chemik i botanik Jan Dominik Jaśkiewicz. 
W latach 60. XX w. obserwatorium astronomiczne przeniesiono do Fortu 38 "Skała". Obecnie w kolegium znajdują się Instytut Botaniki UJ, Muzeum Ogrodu Botanicznego, a także pomieszczenia Centrum Kopernika Badań Interdyscyplinarnych.
Obok budynku znajduje się wejście do Ogrodu Botanicznego.
29 września 1947 budynek został wpisany do rejestru zabytków. Znajduje się także w gminnej ewidencji zabytków.

## Źródła
- Praca zbiorowa Zabytki Architektury i budownictwa w Polsce. Kraków, Krajowy Ośrodek Badań i Dokumentacji Zabytków Warszawa 2007, ISBN 978-83-9229-8-1
- Praca zbiorowa Encyklopedia Krakowa, Wydawnictwo Naukowe PWN, Warszawa-Kraków 2000, ISBN 83-01-13325-2